# Varadka
Varadka este o comună slovacă, aflată în districtul Bardejov din regiunea Prešov. Localitatea se află la altitudinea de 409 m deasupra n.m., se întinde pe o suprafață de 7,37 km2 și în 2017 număra 216 locuitori.

## Istoric
Localitatea Varadka este atestată documentar din 1470.

## Demografie
| An:                | 1994 | 2004    | 2014    | 2024   |
| ------------------ | ---- | ------- | ------- | ------ |
| Număr de persoane: | 131  | 174     | 200     | 251    |
| Diferență:         |      | +32,82% | +14,94% | +25,5% |

| An:                | 2023 | 2024   |
| ------------------ | ---- | ------ |
| Număr de persoane: | 251  | 251    |
| Diferență:         |      | +1,42% |